# Willi Milke
Willi Milke, eigentlich Wilhelm, (* 16. September 1896; † 12. Januar 1944 im Zuchthaus Berlin-Tegel) war ein deutscher kommunistischer Widerstandskämpfer gegen den Nationalsozialismus und NS-Opfer.

## Leben

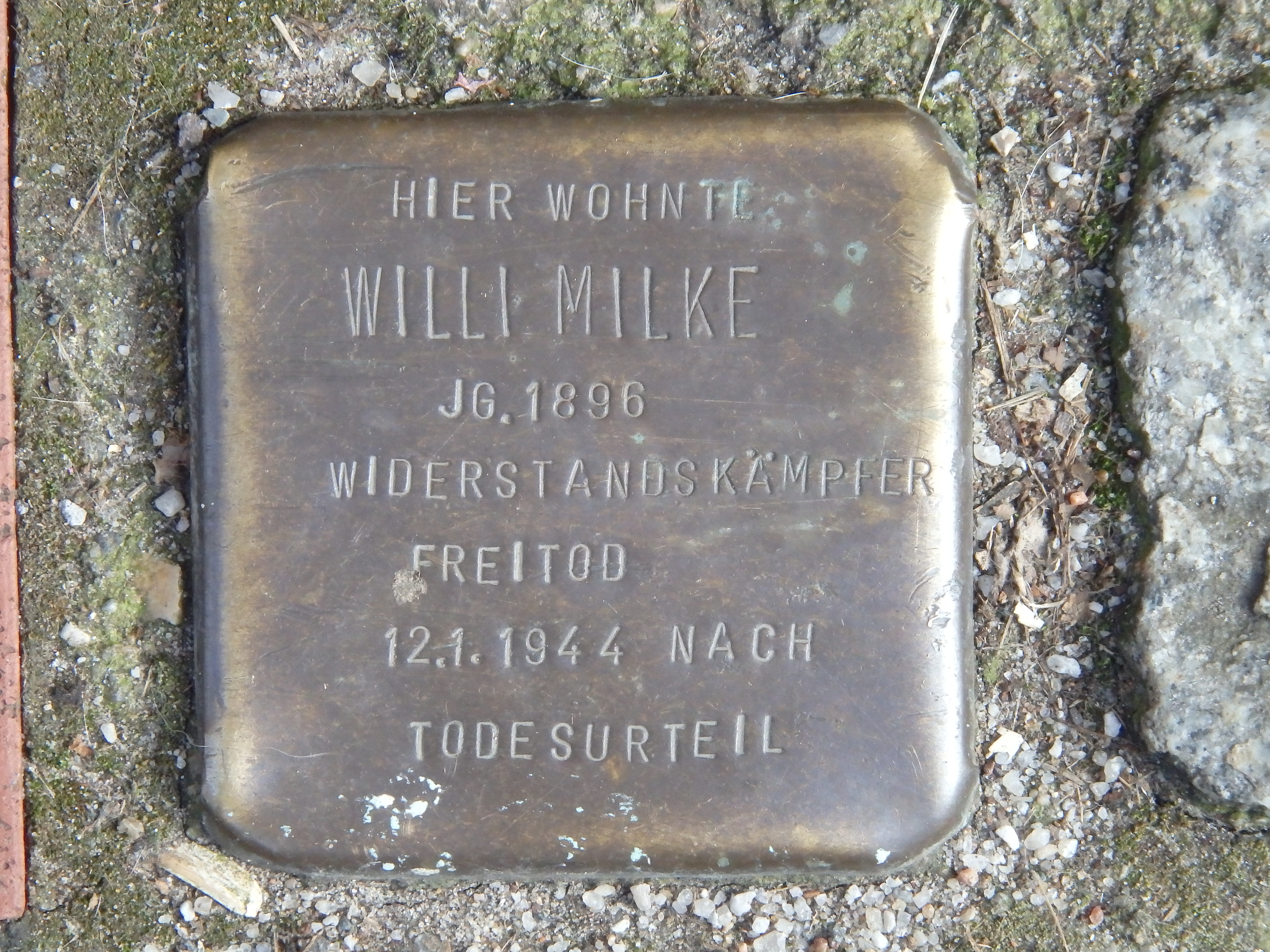
Stolperstein für Willi Milke an seinem Wohnort in der Eddelbüttelstraße 24 in Hamburg

Milke entstammte einfachen sozialen Verhältnissen. Nach dem Besuch der Volksschule erlernte er einen Beruf in der Metallverarbeitung. Er schloss sich der Kommunistischen Partei Deutschlands (KPD) an und engagierte sich gegen den aufkommenden Nationalsozialismus. Nach der Machtübertragung an die NSDAP setzte er diesen Widerstand illegal fort. Er fand Verbindung zur Widerstandsgruppe „Bästlein-Jacob-Abshagen“ und beteiligte sich an der Organisierung von Hilfe für politisch Verfolgte und die Unterstützung von ausländischen Zwangsarbeitern. In seinem Betrieb, den Hamburger Ölwerken („Hobum“), leitete er eine der vom Widerstand gebildeten „Industriegruppen“ (IG) an. Als die beiden im sowjetischen Auftrag abgesetzten Fallschirmspringer Erna Eifler und Wilhelm Fellendorf bei der inzwischen zerschlagenen Widerstandsgruppe Rote Kapelle keinen Anschluss finden konnten, suchten diese Kontakt und Unterschlupf beim Bästlein-Netz in Hamburg. Zusammen mit Herbert Bittcher gewährte ihnen Milke Unterkunft und Unterstützung. Weil das der Gestapo bekannt wurde, sind beide vom Volksgerichtshof zum Tode verurteilt worden. Am Tag des Urteilsspruchs entzogen sich Milke und Bittcher ihrer Hinrichtung, indem sie den Suizid wählten.

## Ehrung
- An der Wilstorfer Straße 4 vor dem Phoenixwerk und in der Eddelbüttelstraße 24 in Hamburg-Harburg, seiner letzten Wohnadresse, verlegte der Aktionskünstler Gunter Demnig zur Erinnerung an ihn je einen Stolperstein.